# Federico Farkas
Federico Farkas (Catania, 1º febbraio 1933 – Roma, 5 dicembre 2003) è stato un giornalista e sindacalista italiano, ex direttore de L'Ora.

## Biografia
Entrato nel 1950 nella redazione di Catania de L'Unità, che «copriva» la Sicilia orientale, dopo anni trascorsi come dirigente della Federazione giovanile comunista (FGCI) etnea, venne chiamato nel 1953 da Pietro Ingrao a Roma alla «redazione province» del quotidiano, che coordinava le cronache locali.
Dal 1955 al 1963 è stato, a Palermo a capo della redazione siciliana de L'Unità, in una fase politica tra le più intense, in cui la Regione Siciliana assurgeva, con il milazzismo, al ruolo di laboratorio politico.
Passato poi al quotidiano della sera di Palermo, di proprietà del PCI, L'Ora, Farkas è stato «notista politico» di un'incandescente realtà dai risvolti nazionali: come si usava a quei tempi, alternerà periodi di professione «sul campo» con incarichi politici. Dal 1967 è a Roma capo dell'ufficio stampa del PCI (segretario Luigi Longo), e assistente del segretario del partito; nel 1976 torna a Palermo, stavolta come direttore de L'Ora, inaugurandone nel 1978 l'edizione del mattino.
Dopo questa parentesi Farkas torna a Roma come capo dell'ufficio stampa del Comune, durante la sindacatura di Luigi Petroselli. Alla scomparsa di quest'ultimo, tornerà a L'Unità come assistente dei direttori Emanuele Macaluso e Gerardo Chiaromonte.